# Myopterus whitleyi
Myopterus whitleyi là một loài động vật có vú trong họ Dơi thò đuôi, bộ Dơi. Loài này được Scharff mô tả năm 1900.